# Angelo Balbiani
Angelo Balbiani (Rocca Canavese, 4 aprile 1890 – ...) è stato un calciatore italiano, di ruolo attaccante, primo giocatore a vestire sia la maglia dell'Inter che della Juventus.

## Carriera
Angelo Balbiani fu un giocatore di calcio che giocò nella Juventus e nell'Inter. In bianconero collezionò 6 presenze e 4 reti. La sua prima partita fu contro il Torino nel Derby della Mole in una sconfitta per 3-1 il 7 novembre 1909, dove segnò anche il suo primo gol. La sua ultima partita in bianconero fu contro il Milan il 23 gennaio 1910 in una vittoria per 1-0. L'anno seguente passò all'Inter dove collezionò una sola presenza, nella gara dell'11 giugno 1911 contro la Unione Sportiva Milanese.

## Statistiche

### Presenze e reti nei club
| Stagione        | Club            | Campionato      | Campionato | Campionato |
| Stagione        | Club            | Comp            | Pres       | Reti       |
| --------------- | --------------- | --------------- | ---------- | ---------- |
| 1909-1910       | Juventus        | Prima categoria | 6          | 4          |
| 1910-1911       | Inter           | Prima categoria | 1          | 0          |
| Totale carriera | Totale carriera |                 | 7          | 4          |